# Balestier Khalsa FC
Balestier Khalsa Football Club – singapurski klub piłkarski, grający w S-League.

## Historia
Klub został założony w 1898 roku jako International Contract Specialists. W swojej historii klub dwukrotnie zostawał mistrzem Singapuru w latach 2012 i 2013. Balestier Khalsa wygrał dwukrotnie Puchar Singapuru w latach 1992 i 2014 oraz Singapore FA Cup w 2012 roku i Puchar Ligi w 2013 roku.

## Sukcesy
- S-League
  - mistrzostwo (2): 2012, 2013
- Puchar Singapuru
  - zwycięstwo (2): 1992, 2014
- Singapore FA Cup
  - zwycięstwo (1): 2012
- Puchar Ligi
  - zwycięstwo (1): 2013
  - finał (1): 2015
- Singapore Community Shield
  - finał (1): 2015

## Stadion
Domowe mecze klub rozgrywa na stadionie Toa Payoh Stadium. Stadion może pomieścić 3896 widzów.

## Azjatyckie puchary
Legenda do wszystkich tabel:
- Q – runda eliminacyjna, 1/16, 1/8, 1/4, 1/2 – odpowiednia faza rozgrywek, Grupa – runda grupowa, 1r gr – pierwsza runda grupowa, 2r gr – druga runda grupowa, F – finał, R – runda, PO – play-off
- k. – rzuty karne, los. – losowanie, Dogr. – dogrywka, w. – zasada bramek strzelonych na wyjeździe

| Sezon   | Rozgrywki                 | Runda | Klub                  | Dom                                         | Wyjazd | Ogólnie    |
| ------- | ------------------------- | ----- | --------------------- | ------------------------------------------- | ------ | ---------- |
| 1992/93 | Puchar Zdobywców Pucharów | 1R    | Quảng Nam Đà Nẵng     | Balestier Khalsa FC wycofał się z rozgrywek |        |            |
| 2015    | Puchar AFC                | Gr. F | Kitchee SC            | 1-2                                         | 0-3    | 4. miejsce |
| 2015    | Puchar AFC                | Gr. F | Johor Darul Takzim FC | 0-1                                         | 0-3    |            |
| 2015    | Puchar AFC                | Gr. F | East Bengal           | 2-1                                         | 0-3    |            |
| 2016    | Puchar AFC                | Gr. F | New Radiant SC        | 3-0                                         | 2-2    | 3. miejsce |
| 2016    | Puchar AFC                | Gr. F | Kitchee SC            | 1-0                                         | 0-4    |            |
| 2016    | Puchar AFC                | Gr. F | Kaya FC               | 0-3                                         | 0-1    |            |

## Skład na sezon 2018
| Nr | Poz. | Piłkarz          |
| -- | ---- | ---------------- |
| 1  | BR   | Hafiz Ahmad      |
| 2  | OB   | Fadli Kamis      |
| 3  | OB   | Shaqi Sulaiman   |
| 4  | OB   | Khalili Khalif   |
| 5  | OB   | Nurisham Jupri   |
| 6  | OB   | Nurullah Hussein |
| 7  | PO   | Hazzuwan Halim   |
| 8  | PO   | Raihan Rahman    |
| 10 | OB   | Sufianto Salleh  |
| 11 | PO   | Huzaifah Aziz    |
| 12 | BR   | Nazri Sabri      |
| 13 | BR   | Zacharial Leong  |
| 14 | PO   | Afiq Tan         |

| Nr | Poz. | Piłkarz                |
| -- | ---- | ---------------------- |
| 15 | OB   | Sheikh Abdul Hadi      |
| 16 | PO   | Khairuddin Omar        |
| 17 | PO   | Fariz Faizal           |
| 18 | OB   | Ahmad Syahir           |
| 19 | BR   | Zaiful Nizam (kapitan) |
| 21 | PO   | Keegan Linderboom      |
| 22 | NA   | Vedran Mesec           |
| 23 | PO   | Akbar Shah             |
| 24 | PO   | Noor Akid Nordin       |
| 25 | OB   | Sharin Majid           |
| 67 | PO   | Dusan Marinkovic       |
| 68 | PO   | Sanjin Vrebac          |
| 70 | PO   | Haiqal Adnan           |